# Temporada da Sociedade Esportiva Palmeiras de 2013
O Palmeiras em 2013 participará de quatro competições: Campeonato Paulista, Brasileiro Serie B, Copa do Brasil e Libertadores da América.

Terminou o Campeonato Paulista na sexta colocação, e foi eliminado da Copa do Brasil e da Libertadores da América nas oitavas de final

## Principais acontecimentos
- 10 de Dezembro de 2012: O Palmeiras contrata o lateral direito Ayrton do Coritiba.[1]
- 13 de Dezembro de 2012: Fernando Prass chega do Vasco para o Palmeiras.[2]

- 21 de Janeiro de 2013: Eleições para presidente e vice. Paulo Nobre derrota Décio Perin por 153 a 106 votos.[3]
- 24 de Janeiro de 2013: Especulação sobre a chegada de Riquelme, que acabou não ocorrendo. Paulo Nobre disse que o time não teria dinheiro para tal luxo.[4]
- 5 de Fevereiro de 2013: Mais dois jogadores chegam ao clube, por empréstimo até o fim da temporada, o lateral Marcelo Oliveira e o volante Charles, ambos vindo do Cruzeiro [5] em troca pelo time envia o atacante Luan.[6]
- 7 de Fevereiro de 2013: O Atacante Kléber chega do Porto emprestado por um ano.
- 8 de Fevereiro de 2013: Hernán Barcos é transferido para o Grêmio. O Palmeiras ainda tinha uma divida com a LDU de (US$ 750,000) o Gremio assume os debitos e envia ao Palmeiras quatro jogadores: Vilson, Rondinelly, Léo Gago e Leandro como troca, sendo que apenas o Vilson em definitivo (os outros retornam ao Gremio no fim da temporada) e mais um montante de R$ 5,3 milhões de reais dos quais R$ 4 milhões ficarão com o Palmeiras e R$1,3 milhões com o atleta pois o clube ainda devia os direitos de imagem para ele.[7]
- 22 de Fevereiro de 2013: O clube anuncia o termino do contrato de patrocínio com a Kia Motors ao final do Campeonato Paulista.[8]
- 27 de Março de 2013: O time se viu diante de uma de suas piores derrotas, 6–2 para o Mirassol. Alguns torcedores mais exaltados pediram a cabeça do Técnico.[9]
- 4 de April de 2013: Leandro é convocado por Felipão para a Seleção Brasileira de Futebol para jogo contra a Bolívia.[10] O Brasil venceu o jogo por 3–1, Leandro marcou o último gol.[11]
- 16 de April de 2013: Os atletas Leandro e Henrique são convocados pela Seleção Brasileira de Futebol para jogo contra o Chile no dia 24 de Abril.[12]
- 18 de April de 2013: Mesmo perdendo o último jogo o Palmeiras se classifica em primeiro no seu grupo da Libertadores da América.[13]
- 24 de April de 2013: WTorre (responsável pela construção do Allianz Parque) anuncia a venda do "naming rights" para a Allianz, a companhia Alemã já conta com outros estádios.[14]
- 6 de Junho de 2013: A Diretoria fecha contrato de camisa por dois jogos com a Allianz, o primeiro contra o Sport Recife dia 8 de Junho, e o segundo contra o América de Natal dia 11 de Junho.[15]
- 7 de Junho de 2013: O Palmeiras contrata o primeiro jogador estrangeiro de sua temporada, William Mendieta do Club Libertad.[16]
- 5 de Junho de 2013: O volante Sebastián Eguren fecha contrato até Dezembro de 2014. Eguren defende a Seleção Uruguaia de Futebol na Copa das Confederações.[17]
- 21 de agosto de 2013: O zagueiro Henrique é convocado por Felipão para mais dois jogos da seleção. O primeiro contra a Seleção Australiana de Futebol dia 7 de Setembro, e o segundo contra Portugal dia 10 de Setembro.[18]
- 26 de outubro de 2013: O Palmeiras garante o retorno a primeira divisão do campeonato brasileiro na edição de 2014.[19]
- 16 de novembro de 2013: O clube garante o título da Serie B de 2013.[20]

## Uniformes
Fornecedor: Adidas / Patrocinadores: não houve

### 1º semestre

#### Uniformes dos jogadores
| Primeiro | Primeiro (alternativo 1) | Segundo | Segundo (alternativo 1) | Terceiro |

#### Uniformes dos goleiros
| Primeiro | Segundo | Terceiro | Quarto |

### 2º semestre

#### Uniformes dos jogadores
| Primeiro | Primeiro (alternativo 1) | Primeiro (alternativo 2) | Segundo | Segundo (alternativo 1) | Segundo (alternativo 2) | Terceiro | Quarto |

#### Uniformes dos goleiros
| Primeiro | Segundo |

## Competições

### Campeonato Paulista
O Campeonato Paulista é a maior competição esportiva do Estado de São Paulo, e envolve times da capital e do interior. O Palmeiras estreou na competição no dia 20 de Janeiro contra o Bragantino. O último título da equipe na competiçào foi em 2008. Em 2013 o Palmeiras terminou na sexta colocação após ser eliminado nas oitavas de final contra o Santos nos pênaltis.

#### Palmeiras na Primeira Fase
| 20 de Janeiro 1 | Palmeiras | 0 – 0  | Bragantino                       | São Paulo                                                  |  |
| 17:00 (UTC–2)   |           | Report | 55' Malaquias 57' Rafael Defendi | Estádio: Pacaembu Público: 10,617 Árbitro: Vinicius Furlan |  |

| 23 de Janeiro 2 | Oeste                                                   | 1 – 3  | Palmeiras                                                                     | São José do Rio Preto                                         |  |
| 19:30 (UTC–2)   | Dezinho 8' · Eduardo Luiz 53' · Lelê 56' · Serginho 63' | Report | 20' Juninho · 26' Barcos · 32' Patrick Vieira · 84' Maurício Ramos · 89' Luan | Estádio: Teixeirão Público: 11,166 Árbitro: Rodrigo Braghetto |  |

| 27 de Janeiro 3 | Palmeiras                                                                 | 2 – 3  | Penapolense                                                                | São Paulo                                                      |  |
| 17:00 (UTC–2)   | Ayrton 7', 43' · Márcio Araújo 72' · Henrique 76' · Wendel 80' · Luan 89' | Report | 10' Guaru · 14' Magrão · 25' Fio · 49' Neto · 51', 53' Jaílton · 75' Perez | Estádio: Pacaembu Público: 7,543 Árbitro: Fábio Volpato Mendes |  |

| 31 de Janeiro 4 | Palmeiras                           | 3 – 0  | São Bernardo | São Paulo                                                       |  |
| 19:30 (UTC–2)   | Barcos 32', 55' · Valdivia 50', 69' | Report | 36' Gleidson | Estádio: Pacaembu Público: 5,313 Árbitro: Adriano Assis Miranda |  |

| 3 de Fevereiro 5 | XV de Piracicaba                                   | 3 – 3  | Palmeiras                                                           | Piracicaba                                                                  |  |
| 19:30 (UTC–2)    | Márcio Diogo 2' · Diguinho 74' · Vinicius Bovi 81' | Report | 38', 90+2' Henrique · 42' Valdivia · 52' Márcio Araújo · 80' Ayrton | Estádio: Barão de Serra Negra Público: 8,496 Árbitro: Robério Pereira Pires |  |

| 7 de Fevereiro 6 | Palmeiras                                           | 2 – 0  | Atlético Sorocaba   | São Paulo                                                        |  |
| 19:30 (UTC–2)    | Márcio Araújo 6', 88' · Henrique 31' · Barcos 90+3' | Report | 61' Marcelo Moretto | Estádio: Pacaembu Público: 3,709 Árbitro: Marcelo Prieto Alfieri |  |

| 10 Fevereiro 7 | Mogi Mirim                                                     | 2 – 2  | Palmeiras                                                   | Mogi Mirim                                                          |  |
| 19:30 (UTC–2)  | Roni 31', 69' · Lucas Fonseca 33' · João Paulo 68' · Magal 84' | Report | 3' João Denoni · 11' Márcio Araújo · 23' Wesley · 77' Souza | Estádio: Romildo Ferreira Público: 4,288 Árbitro: Rodrigo Braghetto |  |

| 17 de Fevereiro 8 | Corinthians                                                | 2 – 2  | Palmeiras                                      | São Paulo                                                                   |  |
| 16:00 (UTC–3)     | Emerson 17', 69' · Jorge Henrique 67' · Romarinho 71', 71' | Report | 16' Maurício Ramos · 29' Vilson · 53' Vinícius | Estádio: Pacaembu Público: 34,010 Árbitro: Antonio Rogério Batista Do Prado |  |

| 24 de Fevereiro 9 | Palmeiras                                    | 1 – 0  | União Barbarense                                          | São Paulo                                                                     |  |
| 16:00 (UTC–3)     | Marcelo Oliveira 35', 67' · Leandro 81', 82' | Report | 22' Itaqui 73' Bruno Pires 81' Edilson Azul 90+1' Juliano | Estádio: Pacaembu Público: 19,128 Árbitro: Rodrigo Guarizo Ferreira Do Amaral |  |

| 10 de Março 11 | São Paulo                                                        | 0 – 0  | Palmeiras                                  | São Paulo                                                        |  |
| 16:00 (UTC–3)  | Douglas 25' Wellington 34' Lúcio 49' Luís Fabiano 56' Jádson 79' | Report | 58' Patrick Vieira 61' Kléber 89' Weldinho | Estádio: Morumbi Público: 18,020 Árbitro: Leandro Bizzio Marinho |  |

| 14 de Março 10 | Palmeiras                                            | 2 – 1  | Paulista                                                                   | São Paulo                                                         |  |
| 20:30 (UTC–3)  | Dráusio 2' (o.g.) · Marcelo Oliveira 7' · Vilson 44' | Report | 11' Marcelo Macedo · 36', 58' Matheus Galdezani · 45' Renato · 46' Dráusio | Estádio: Pacaembu Público: 5,301 Árbitro: Luiz Flávio de Oliveira |  |

| 17 de Março 12 | São Caetano                 | 1 – 1  | Palmeiras                        | São Caetano do Sul                                                           |  |
| 16:00 (UTC–3)  | Bruno Aguiar 27' · Éder 40' | Report | 48' Leandro · 90' Maurício Ramos | Estádio: Anacleto Campanella Público: 2,360 Árbitro: Márcio Henrique de Gois |  |

| 20 de Março 13 | Palmeiras                                                   | 2 – 0  | Botafogo-SP                                | São Paulo                                                          |  |
| 19:30 (UTC–3)  | Leandro 5', 48' · Charles 23' · Léo Gago 65' · Weldinho 77' | Report | 50' Danilo Bueno 76' Petro Costa 79' André | Estádio: Pacaembu Público: 4,160 Árbitro: Aurélio Santanna Martins |  |

| 24 de março 14 | Palmeiras      | 0 – 0  | Santos         | São Paulo                                                                     |  |
| 16:00 (UTC–3)  | André Luiz 53' | Report | 4' Renê Júnior | Estádio: Pacaembu Público: 11,912 Árbitro: Marcelo Aparecido Ribeiro de Souza |  |

| 27 de Março 15 | Mirassol | 6 – 2  | Palmeiras                                                                  | Mirassol                                                                    |  |
| 19:30 (UTC–3)  | Marcos Vinícius 1' (o.g.) · Caion 9', 11' · Leomir 39', 60' · Medina 43' · Camilo 45+1' · Pio 55' · Gustavo 57' | Report | 22' Caio · 23' Léo Gago · 30' Ronny · 42' André Luiz · 62' Marcos Vinícius | Estádio: Campos Maia Público: 4,159 Árbitro: Vinicius Gonçalves Dias Araujo |  |

| 30 de Março 16 | Palmeiras                                              | 2 – 1  | Linense                             | São Paulo                                                         |  |
| 18:30 (UTC–3)  | Leandro 25', 55' · Léo Gago 62' · Marcelo Oliveira 90' | Report | 30', 60' Gilsinho · 42' Fernandinho | Estádio: Pacaembu Público: 5,151 Árbitro: Márcio Henrique de Gois |  |

| 7 de Abril 17 | Ponte Preta                                                                      | 1 – 2  | Palmeiras                                           | Campinas                                                                    |  |
| 16:00 (UTC–3) | Luis Ramírez 18', 42' · Ferron 29' · Cléber 36', 88' · William 53' · Cicinho 64' | Report | 3', 11' Tiago Real · 16' Charles · 72', 73' Leandro | Estádio: Moisés Lucarelli Público: 9,098 Árbitro: Luiz Vanderlei Martinucho |  |

| 14 de Abril 18 | Palmeiras                                                                                      | 4 – 1  | Guarani                                                              | São Paulo                                                       |  |
| 16:00 (UTC–3)  | Léo Gago 11' · João Denoni 25' · Vilson 29', 77' · Ayrton 52' · Charles 85', 87' · Ronny 90+1' | Report | 18' Wellington Monteiro · 58' Marquinhos · 72' Everton · 82' Montoya | Estádio: Pacaembu Público: 7,911 Árbitro: Robério Pereira Pires |  |

| 21 de Abril 19 | Ituano                                                  | 2 – 1  | Palmeiras                                                                    | Itu                                                                        |  |
| 16:00 (UTC–3)  | Leandro Silva 37' · Fernando Gabriel 68' · Marcão 90+3' | Report | 39' João Denoni · 67' Juninho · 69' Tiago Real · 82' Henrique · 84' Léo Gago | Estádio: Novelli Júnior Público: 11,010 Árbitro: Flávio Rodrigues de Souza |  |

#### Quarter-finals
| 27 de Abril                                               | Santos                                  | 1 – 1 (4 – 2 pen.)          | Palmeiras                                | Santos                                                                   |  |
| 16:15 (UTC–3)                                             | Cícero 11' · Renê Júnior 52' · Neto 76' | Report                      | 25' Henrique · 83' Kléber · 90+5' Wesley | Estádio: Vila Belmiro Público: 14,172 Árbitro: Guilherme Ceretta de Lima |  |
|                                                           |                                         | Penalidades                 |                                          |                                                                          |  |
| Miralles Cícero Montillo Renê Júnior                      |                                         | Kléber Souza Wesley Leandro |                                          |                                                                          |  |
| Nota: Wesley received a yellow card in penalty shoot-out. |                                         |                             |                                          |                                                                          |  |

### Segunda Fase

#### Grupo 2
| Equipe           | Pts | J | V | E | D | GP | GC | SG |
| ---------------- | --- | - | - | - | - | -- | -- | -- |
| Palmeiras        | 9   | 6 | 3 | 0 | 3 | 5  | 5  | 0  |
| Tigre            | 9   | 6 | 3 | 0 | 3 | 9  | 10 | –1 |
| Libertad         | 8   | 6 | 2 | 2 | 2 | 10 | 9  | +1 |
| Sporting Cristal | 8   | 6 | 2 | 2 | 2 | 8  | 8  | 0  |

|                  | SCR | LIB | PAL | TIG |
| ---------------- | --- | --- | --- | --- |
| Sporting Cristal | –   | 1–1 | 1–0 | 2–0 |
| Libertad         | 2–2 | –   | 2–0 | 3–5 |
| Palmeiras        | 2–1 | 1–0 | –   | 2–0 |
| Tigre            | 3–1 | 0–2 | 1–0 | –   |

#### Jogos
| 14 de Fevereiro 1 | Palmeiras                                                     | 2 – 1  | Sporting Cristal                                               | São Paulo                                                     |  |
| 22:00 (UTC–2)     | Henrique 39' · Vinícius 46' · Wesley 63' · Patrick Vieira 68' | Report | 6' Cazulo · 48' Chiroque · 51' (pen.), 87' Lobatón · 56' Penny | Estádio: Pacaembu Público: 18,433 Árbitro: URU Martín Vázquez |  |

| 28 de Fevereiro 2 | Libertad                    | 2 – 0  | Palmeiras                                                                | Asunción                                                 |  |
| 19:15 (UTC–3)     | Velázquez 10' · Benítez 54' | Report | 16' Maurício Ramos 34' Valdivia 55' Henrique 56' Weldinho 90+2' Vinícius | Estádio: Estádio Dr. Nicolás Leoz Árbitro: VEN Juan Soto |  |

| 6 de Março 3  | Tigre                                                 | 1 – 0  | Palmeiras                                    | Victoria                                                    |  |
| 19:45 (UTC–3) | Leguizamón 63' · Galmarini 89' · Peñalba 90+4', 90+5' | Report | 6' Kléber 63', 87' Vilson 90' Patrick Vieira | Estádio: Estádio José Dellagiovanna Árbitro: ECU Omar Ponce |  |

| 2 de Abril 4  | Palmeiras              | 2 – 0  | Tigre                                                        | São Paulo                                                     |  |
| 21:30 (UTC–3) | Caio 18' · Charles 52' | Report | 34' Donatti 56' Paparatto 58' Orbán 82' Botta 90+4' Ferreira | Estádio: Pacaembu Público: 20,161 Árbitro: CHI Patricio Polic |  |

| 11 de Abril 5 | Palmeiras                                               | 1 – 0  | Libertad                          | São Paulo                                                       |  |
| 19:15 (UTC–3) | Souza 9' · Wesley 43', 61' · Charles 53' · Henrique 76' | Report | 5' Aquino 39' Guiñazú 43' Moreira | Estádio: Pacaembu Público: 35,511 Árbitro: URU Daniel Fedorczuk |  |

| 18 de Abril 6 | Sporting Cristal                      | 1 – 0  | Palmeiras                                | Callao                                                  |  |
| 19:45 (UTC–3) | Cazulo 47' · Ávila 48' · Valverde 51' | Report | 67' Emerson 71' Charles 86' Maikon Leite | Estádio: Estádio Miguel Grau Árbitro: CHI Enrique Osses |  |

### Fase Final

#### Oitavas de Final
| 30 de Abril Primeiro Jogo Oitavas de Final | Tijuana                                | 0 – 0  | Palmeiras                        | Tijuana                                               |  |
| 22:30 (UTC–3)                              | Aguilar 18' Pellerano 33' Gandolfi 53' | Report | 34' Charles 87' Marcelo Oliveira | Estádio: Estádio Caliente Árbitro: URU Martín Vázquez |  |

| 14 de Maio Segundo Jogo Oitavas de Final | Palmeiras                                                                    | 1 – 2 (1–2 agr.) | Tijuana                                                                                       | São Paulo                                                           |  |
| 22:00 (UTC–3)                            | Tiago Real 9' · Charles 20' · Kléber 42' · Souza 61' (pen.) · Henrique 90+3' | Report           | 21' Castillo · 22', 83' Aguilar · 26', 45+4' Riascos · 31' Ruiz · 45+1' Núñez · 47', 51' Arce | Estádio: Estádio do Pacaembu Público: 36,452 Árbitro: VEN Juan Soto |  |

### Campeonato Brasileiro Série B
O torneio começou no dia 25 de Março de 2013. Os jogos pararam durante a disputa da Copa das Confederações, que esse ano aconteceu no Brasil. Foram disputadas seis rodadas antes da paralisação.

### Classificação
|  | v d e |

| Pos | Equipes             | Pts | J  | V  | E  | D  | GP | GC | SG  | %  | M       | Classificação ou rebaixamento |
| --- | ------------------- | --- | -- | -- | -- | -- | -- | -- | --- | -- | ------- | ----------------------------- |
| 1   | Palmeiras           | 79  | 38 | 24 | 7  | 7  | 71 | 28 | +43 | 69 | Estável | Promovidos à Série A de 2014  |
| 2   | Chapecoense         | 72  | 38 | 20 | 12 | 6  | 60 | 31 | +29 | 63 | Estável | Promovidos à Série A de 2014  |
| 3   | Sport               | 63  | 38 | 20 | 3  | 15 | 64 | 56 | +8  | 55 | Estável | Promovidos à Série A de 2014  |
| 4   | Figueirense         | 60  | 38 | 18 | 6  | 14 | 63 | 52 | +11 | 52 | Estável | Promovidos à Série A de 2014  |
| 5   | Icasa               | 59  | 38 | 18 | 5  | 15 | 50 | 54 | –4  | 52 | Estável |                               |
| 6   | Joinville           | 59  | 38 | 17 | 8  | 13 | 58 | 44 | +14 | 52 | 1       |                               |
| 7   | Ceará               | 59  | 38 | 16 | 11 | 11 | 60 | 50 | +10 | 52 | 1       |                               |
| 8   | Paraná              | 57  | 38 | 16 | 9  | 13 | 55 | 39 | +16 | 50 | 1       |                               |
| 9   | América Mineiro     | 57  | 38 | 14 | 15 | 9  | 51 | 42 | +9  | 50 | 1       |                               |
| 10  | Avaí                | 56  | 38 | 16 | 8  | 14 | 49 | 46 | +3  | 49 | Estável |                               |
| 11  | Boa Esporte         | 50  | 38 | 13 | 11 | 14 | 33 | 46 | –13 | 44 | Estável |                               |
| 12  | Bragantino          | 47  | 38 | 13 | 8  | 17 | 37 | 43 | –6  | 41 | Estável |                               |
| 13  | América de Natal    | 47  | 38 | 11 | 14 | 13 | 48 | 56 | –8  | 41 | Estável |                               |
| 14  | ABC                 | 46  | 38 | 13 | 7  | 18 | 45 | 58 | –13 | 40 | Estável |                               |
| 15  | Oeste               | 46  | 38 | 11 | 13 | 14 | 44 | 58 | –14 | 40 | Estável |                               |
| 16  | Atlético Goianiense | 44  | 38 | 12 | 8  | 18 | 42 | 51 | –9  | 38 | 1       |                               |
| 17  | Guaratinguetá       | 41  | 38 | 11 | 8  | 19 | 42 | 54 | –12 | 36 | 1       | Rebaixados à Série C de 2014  |
| 18  | Paysandu            | 40  | 38 | 10 | 10 | 18 | 40 | 56 | –16 | 35 | Estável | Rebaixados à Série C de 2014  |
| 19  | São Caetano         | 36  | 38 | 9  | 9  | 20 | 45 | 59 | –14 | 31 | Estável | Rebaixados à Série C de 2014  |
| 20  | ASA                 | 35  | 38 | 11 | 2  | 25 | 41 | 75 | –34 | 31 | Estável | Rebaixados à Série C de 2014  |

### Desempenho por Rodada
Palmeiras em cada rodada:
| Rodadas   | 1  | 2  | 3  | 4  | 5  | 6  | 7  | 8  | 9  | 10 | 11 | 12 | 13 | 14 | 15 | 16 | 17 | 18 | 19 | 20 | 21 | 22 | 23 | 24 | 25 | 26 | 27 | 28 | 29 | 30 | 31 | 32 | 33 | 34 | 35 | 36 | 37 | 38 |
| Local     | C  | F  | C  | C  | F  | F  | C  | C  | F  | F  | C  | C  | F  | C  | F  | C  | F  | F  | C  | F  | C  | F  | F  | C  | C  | F  | F  | C  | C  | F  | F  | C  | F  | C  | F  | C  | C  | F  |
| Resultado | V  | V  | D  | V  | D  | V  | V  | V  | V  | E  | V  | V  | V  | V  | V  | V  | D  | E  | E  | V  | V  | E  | V  | V  | E  | V  | D  | V  | V  | D  | V  | E  | E  | V  | D  | V  | V  | D  |
| Colocação | 7º | 1º | 5º | 3º | 4º | 3º | 3º | 2º | 2º | 2º | 2º | 2º | 2º | 2º | 2º | 1º | 1º | 1º | 1º | 1º | 1º | 1º | 1º | 1º | 1º | 1º | 1º | 1º | 1º | 1º | 1º | 1º | 1º | 1º | 1º | 1º | 1º | 1º |

### Jogos

#### Primeiro Turno
| 25 de Maio 1  | Palmeiras                                 | 1 – 0  | Atlético Goianiense         | Itu1                                                                             |  |
| 16:20 (UTC-3) | Henrique 34' · Tiago Real 51' · Ronny 85' | Report | 23' João Paulo 29' Ernandes | Estádio: Estádio Novelli Júnior Público: 4,480 Árbitro: RJ Felipe Gomes da Silva |  |

| 28 de Maio 2  | ASA                            | 0 – 3  | Palmeiras                                              | Arapiraca                                                                  |  |
| 21:50 (UTC-3) | Lúcio Maranhão 51' Fabiano 80' | Report | 7' Kléber · 21' Juninho · 42' Tiago Real · 79' Leandro | Estádio: Fumeirão Público: 9,402 Árbitro: SE Cláudio Francisco (asp. FIFA) |  |

| 1 de Junho 3  | Palmeiras   | 0 – 1  | América Mineiro                                            | Itu1                                                                              |  |
| 16:20 (UTC-3) | Leandro 88' | Report | 37', 84' Nikão · 54' Danilo · 58' Willians · 90+1' Matheus | Estádio: Estádio Novelli Júnior Público: 7,747 Árbitro: ES Pablo dos Santos Alves |  |

| 4 de Junho 4  | Palmeiras                                            | 2 – 1  | Avaí                                                                    | Itu1                                                                                      |  |
| 19:30 (UTC-3) | Leandro 3' · Charles 50' · Ronny 74', 75' · Caio 76' | Report | 20' Márcio Diogo · 40' Julinho · 59' Cléber Santana · 84' Leandro Silva | Estádio: Estádio Novelli Júnior Público: 5,792 Árbitro: RJ Wagner do Nascimento Magalhães |  |

| 8 de Junho 5                                                                                | Sport Recife                                          | 1 – 0  | Palmeiras                                                | Recife                                                           |  |
| 16:20 (UTC-3)                                                                               | Marcelo Cordeiro 38' · Rithely 72' · Nunes 85', 90+3' | Report | 35' Leandro 70' Ayrton 90+4' Henrique 45+' Márcio Araújo | Estádio: Ilha do Retiro Público: 21,726 Árbitro: MT Wagner Reway |  |
| Nota: Márcio Araújo received a red card after the end of the game per claim after the goal. |                                                       |        |                                                          |                                                                  |  |

| 11 de Junho 6 | América de Natal              | 0 – 2  | Palmeiras                                                                           | Ceará-Mirim                                                          |  |
| 21:50 (UTC-3) | Márcio Passos 17' Cascata 79' | Report | 27' Vinícius · 45' Tiago Real · 62' Maurício Ramos · 71' Ayrton · 90+2' Fernandinho | Estádio: Barretão Público: 4,632 Árbitro: MG Ricardo Marques Ribeiro |  |

| 6 de Julho 7  | Palmeiras                                         | 4 – 0  | Oeste                      | Presidente Prudente1                                                           |  |
| 16:20 (UTC-3) | Leandro 6', 37' · Charles 66', 82' · Mendieta 84' | Report | 20' Piauí 43' Everton Dias | Estádio: Prudentão Público: 7,542 Árbitro: SP Antônio Rogério Batista do Prado |  |

| 12 de Julho 8 | Palmeiras                                                                        | 4 – 1  | ABC                                                | São Paulo                                                               |  |
| 21:00 (UTC-3) | Wesley 19' · Luis Felipe 23' · Henrique 38' · Vinícius 62' (pen.) · Serginho 75' | Report | 33' Bileu · 51' Flávio Boaventura · 90+1' Gilcimar | Estádio: Pacaembu Público: 22,488 Árbitro: PR Antônio Denival de Morais |  |

| 20 de Julho 9 | Figueirense                                                                            | 2 – 3  | Palmeiras                                                                         | Florianópolis                                                                     |  |
| 16:20 (UTC-3) | Ricardinho 26' · Rafael Costa 31' · André Rocha 37', 71' · Nem 49' · Ricardo Bueno 76' | Report | 56' Vinícius · 68' Alan Kardec · 72' André Luiz · 74', 87' Valdivia · 81' Ananias | Estádio: Orlando Scarpelli Público: 9,989 Árbitro: ES Marcos Andre Gomes da Penha |  |

| 27 de Julho 10 | Guaratinguetá                                                                   | 1 – 1  | Palmeiras                                                                                      | Guaratinguetá                                                              |  |
| 16:20 (UTC-3)  | Murilo 3' · Ruan 43', 63' · Júlio César 44' · Douglas Tanque 47' · Giovanni 83' | Report | 10' Charles · 19' Leandro · 44' Valdivia · 69' André Luiz · 84' Luis Felipe · 88', 90+1' Ronny | Estádio: Dario Rodrigues Leite Público: 10,315 Árbitro: SP Vinícius Furlan |  |

| 30 de Julho 11 | Palmeiras                                                                     | 4 – 0  | Icasa                                    | São Paulo                                                                        |  |
| 21:50 (UTC-3)  | Henrique 23' · Vinícius 37' (pen.) · Alan Kardec 70', 77', 90+1' · Wesley 84' | Report | 29' Luiz Otávio 45' Chapinha 46' Radamés | Estádio: Pacaembu Público: 12,890 Árbitro: GO Eduardo de Tomaz de Aquino Valadão |  |

| 2 de Agosto 12 | Palmeiras                                                                           | 2 – 1  | Bragantino                                                                 | São Paulo                                                               |  |
| 19:30 (UTC-3)  | Luis Felipe 22' · Alan Kardec 41' · Valdivia 62' · Charles 73' · Fernando Prass 85' | Report | 12' Diego Macedo · 29', 69' Elias · 32' Léo Jaime · 75' Geandro · 88' Kadu | Estádio: Pacaembu Público: 20,604 Árbitro: SP Guilherme Ceretta de Lima |  |

| 6 de Agosto 13 | São Caetano             | 1 – 2  | Palmeiras                      | São Caetano do Sul                                                              |  |
| 19:30 (UTC-3)  | Geovane 23' · Pirão 56' | Report | 55' Alan Kardec · 59' Henrique | Estádio: Anacleto Campanella Público: 3,960 Árbitro: SP Flávio Rodrigues Guerra |  |

| 10 de Agosto 14 | Palmeiras                                                                                           | 2 – 1  | Paraná                                                                                    | São Paulo                                                                             |  |
| 16:20 (UTC-3)   | Leandro 38' · Juninho 59' · Alan Kardec 66' · Wesley 71' · Valdivia 77' · Mendieta 81' · Eguren 88' | Report | 17' (o.g.) Charles · 25' Paulinho · 37' Reinaldo · 50' Ricardo Conceição · 80' Alex Alves | Estádio: Pacaembu Público: 31,823 Árbitro: RJ Antonio Frederico de Carvalho Schneider |  |

| 13 de Agosto 15 | Joinville | 0 – 1  | Palmeiras                 | Joinville                                                                  |  |
| 21:50 (UTC-3)   | Lima 53'  | Report | 5' Mendieta · 15' Ananias | Estádio: Arena Joinville Público: 16,680 Árbitro: RS Fabrício Neves Corrêa |  |

| 17 de Agosto 16 | Palmeiras                                                        | 3 – 2  | Paysandu                                                                                         | São Paulo                                                                      |  |
| 16:20 (UTC-3)   | Leandro 36', 90+4' · Alan Kardec 73' · Wesley 79' · Mendieta 84' | Report | 14', 26' Pablo · 36' Djalma · 65' Yago Pikachu · 67' Marcelo · 77' Vanderson · 79' Fábio Sanches | Estádio: Pacaembu Público: 18,850 Árbitro: PE Gilberto Rodrigues Castro Júnior |  |

| 24 de Agosto 17                                                                                | Boa Esporte                                               | 1 – 0  | Palmeiras              | Varginha                                                         |  |
| 16:20 (UTC-3)                                                                                  | Fernando Karanga 2' · Petros 22' · Marcelinho Paraíba 76' | Report | 30' Eguren 58' Charles | Estádio: Melão Público: 9,789 Árbitro: RJ Grazianni Maciel Rocha |  |
| Nota: Henrique, o capitão da equipe, atuou com a camisa 99 em referencia aos 99 anos do clube. |                                                           |        |                        |                                                                  |  |

| 31 de Agosto 18 | Ceará                                                          | 2 – 2  | Palmeiras                                                     | Fortaleza                                                        |  |
| 21:00 (UTC-3)   | Magno Alves 24' · João Marcos 48' · Marcos 65' · Rogerinho 76' | Report | 5', 70' Leandro · 43' Alan Kardec · 53' Valdivia · 63' Wesley | Estádio: Castelão Público: 48,960 Árbitro: MG Alício Pena Júnior |  |

| 3 de Setembro 19 | Palmeiras       | 0 – 0  | Chapecoense                                       | São Paulo                                                                |  |
| 21:50 (UTC-3)    | Alan Kardec 68' | Report | 38' Tiago Luís 50' Danilo Caçador 89' Rafael Lima | Estádio: Pacaembu Público: 9,424 Árbitro: BA Arilson Bispo da Anunciação |  |

#### Segundo turno
| 7 de Setembro 20 | Atlético Goianiense           | 1 – 3  | Palmeiras                                                   | Itumbiara                                                                  |  |
| 18:15 (UTC-3)    | Artur 72' · Ricardo Jesus 83' | Report | 12', 15' (pen.) Alan Kardec · 76' Tiago Alves · 78' Leandro | Estádio: Estádio JK Público: 22,691 Árbitro: RS Jean Pierre Gonçalves Lima |  |

| 10 de Setembro 21 | Palmeiras                                                | 3 – 0  | ASA                                                 | São Paulo                                                           |  |
| 19:30 (UTC-3)     | Leandro 8' · Alan Kardec 36' · Wesley 49' · Serginho 79' | Report | 8' Glaybson 33' Gilson 43' Tiago Garça 86' Reinaldo | Estádio: Pacaembu Público: 9,765 Árbitro: RJ Wagner dos Santos Rosa |  |

| 14 de Setembro 22 | América Mineiro                         | 1 – 1  | Palmeiras                                         | Belo Horizonte                                                     |  |
| 16:20 (UTC-3)     | Leandro 21' · Jaílton 81' · Matheus 88' | Report | 12', 59' Leandro · 88' Alan Kardec · 90+3' Vilson | Estádio: Independência Público: 6,431 Árbitro: PE Cláudio Mercante |  |

| 17 de Setembro 23 | Avaí | 2 – 4  | Palmeiras                                                                                    | Florianópolis                                                       |  |
| 21:50 (UTC-3)     | Márcio Diogo 14' · Anderson Uchoa 28' · Eduardo Costa 33' · Luciano 66' · Héracles 75' · Marquinhos 80' | Report | 2' Wendel · 23', 37' Valdivia · 25', 69' Mendieta · 35' Henrique · 81' Vinícius · 88' Eguren | Estádio: Ressacada Público: 7,852 Árbitro: PR Felipe Gomes da Silva |  |

| 21 de Setembro 24 | Palmeiras           | 2 – 1  | Sport Recife                                                        | São Paulo                                                  |  |
| 16:20 (UTC-3)     | Wesley 1', 53', 66' | Report | 39', 80' Rithely · 51' Pereira · 60', 65' Tobi · 84' Felipe Azevedo | Estádio: Pacaembu Público: 21,054 Árbitro: SC Célio Amorim |  |

| 28 de Setembro 25 | Palmeiras                    | 0 – 0  | América de Natal                                             | São Paulo                                                                 |  |
| 16:20 (UTC-3)     | Vilson 53' Alan Kardec 90+1' | Report | 31' Adriano Pardal 40' Andrey 52' Edson Rocha 69' Tiago Adan | Estádio: Pacaembu Público: 19,642 Árbitro: MG Emerson de Almeida Ferreira |  |

| 1 de Outubro 26 | Oeste                                                              | 0 – 2  | Palmeiras                                                                            | São José do Rio Preto                                                             |  |
| 21:50 (UTC-3)   | Everton Dias 1' Jheimy 19' Piauí 21' Fernando Leal 68' Adriano 73' | Report | 15', 65', 68' Leandro · 52' Valdivia · 74' Charles · 90+2' Serginho · 90+3' Henrique | Estádio: Teixeirão Público: 19,133 Árbitro: SP Marcelo Ribeiro Aparecido de Souza |  |

| 5 de Outubro 27 | ABC                                                                                      | 3 – 2  | Palmeiras                                                | Natal                                                                        |  |
| 16:20 (UTC-3)   | Gilmar 8', 53' · Flávio Boaventura 21' · Edson 28' · Rodrigo Silva 39' (pen.) · Lino 71' | Report | 24' Alan Kardec · 28', 31' Vilson · 39' Marcelo Oliveira | Estádio: Frasqueirão Público: 15,636 Árbitro: ES Marcos André Gomes da Penha |  |

| 8 de Outubro 28 | Palmeiras                                                                                   | 4 – 0  | Figueirense                                           | Londrina2                                                                    |  |
| 19:30 (UTC-3)   | Alan Kardec 5' (pen), 52' · Charles 45+1' · Mendieta 48' (pen.) · Wesley 50' · Serginho 83' | Report | 33' William 37' Rodrigo 47' Douglas Marques 90+1' Nem | Estádio: Estádio do Café Público: 16,454 Árbitro: PR Edivaldo Elias da Silva |  |

| 11 de Outubro 29 | Palmeiras                               | 1 – 0  | Guaratinguetá                                                 | Londrina2                                                                             |  |
| 21:50 (UTC-3)    | Mendieta 14' · Vilson 45' · Charles 84' | Report | 1' Júlio César 35' Bruno Formigoni 41' Wendel 83' Pedro Paulo | Estádio: Estádio do Café Público: 17,120 Árbitro: SP Antônio Rogério Batista do Prado |  |

| 15 de Outubro 30 | Icasa                                                                                              | 1 – 0  | Palmeiras                     | Juazeiro do Norte                                                    |  |
| 21:50 (UTC-3)    | Luiz Otávio 29' · Juninho Potiguar 30' · Gilmak 39' · Guto 50' · Chapinha 68' · Luis Gustavo 90+4' | Report | 52' Luís Felipe 90+1' Juninho | Estádio: Romeirão Público: 10,490 Árbitro: ES Pablo dos Santos Alves |  |

| 19 de Outubro 31 | Bragantino                                                                   | 0 – 2  | Palmeiras                                         | Bragança Paulista                                                                |  |
| 16:20 (UTC-3)    | Robertinho 50' Geandro 63' Leandro Santos 66' Guilherme Mattis 68' Preto 80' | Report | 27' Alan Kardec · 36', 51' Leandro · 90+2' Wesley | Estádio: Nabi Abi Chedid Público: 6,205 Árbitro: GO André Luiz de Freitas Castro |  |

| 26 de Outubro 32 | Palmeiras       | 0 – 0  | São Caetano                                      | São Paulo                                                        |  |
| 16:20 (UTC-2)    | Luis Felipe 80' | Report | Bruno Aguiar 45+1' Anselmo 56' Samuel Xavier 58' | Estádio: Pacaembu Público: 33,478 Árbitro: SP Wilson Luiz Seneme |  |

| 2 de Novembro 33 | Paraná                                                                                     | 1 – 1 | Palmeiras                                                                        | Curitiba                                                                       |  |
| TBD (UTC-2)      | Ricardo Conceição 25' · Henrique 54' · Lúcio Flávio 77' · Edson Sitta 83' · JJ Morales 83' |       | Eguren 19' · Henrique 46' · Alan Kardec 55' · Marcelo Oliveira 64' · Leandro 88' | Estádio: Vila Capanema Público: 13,173 Árbitro: AL Francisco Carlos Nascimento |  |

| 9 de Novembro 34 | Palmeiras                                               | 3 - 0 | Joinville                           | São Paulo                                                         |  |
| TBD (UTC-2)      | Leandro 22', 45', 54' · Juninho 69' · Serginho 87', 88' |       | Eduardo 13' Clebinho 73' Sandro 90' | Estádio: Pacaembu Público: 12,741 Árbitro: RJ Rodrigo Nunes de Sá |  |

| 12 de Novembro 35 | Paysandu                                       | 1 - 0 | Palmeiras                            | Belém                                            |  |
| TBD (UTC-2)       | Yago Pikachu 58' · Vanderson 75' · Jaílton 13' |       | 28' André Luiz 90+2', 90+2' Henrique | Estádio: Mangueirão Árbitro: RS Anderson Daronco |  |

| 16 de Novembro 36 | Palmeiras                                                                                   | 3 - 0 | Boa Esporte                                                                   | São Paulo                                                             |  |
| TBD (UTC-2)       | Wendel 24' · Felipe Menezes 26' · Leandro 56' · Alan Kardec 56' · Juninho 76' · Charles 82' |       | 18' Marcelinho Paraíba 18' Betinho 22' Vinícius Hess 59' Ciro Sena 81' Moisés | Estádio: Pacaembu Público: 17,163 Árbitro: PR Edivaldo Elias da Silva |  |

| 23 de Novembro 37 | Palmeiras                                                | 4 - 1 | Ceará                                                                | Campo Grande                                                               |  |
| TBD (UTC-2)       | Eguren 30' · Charles 59' · Alan Kardec 63' · Leandro 79' |       | 19' Magno Alves · 24' Thiago Humberto · 26' Ricardinho · 60' Vicente | Estádio: Estádio Morenão Público: 7,121 Árbitro: RS Márcio Chagas da Silva |  |

| 30 de Novembro 38 | Chapecoense                                                      | 1 - 0 | Palmeiras              | Chapecó                                                                          |  |
| TBD (UTC-2)       | Athos 25' · Bruno Rangel 44' · Glaydson 57' · Fabinho Gaúcho 65' |       | 28' Wendel 43' Juninho | Estádio: Arena Condá Público: 9,251 Árbitro: PA Dewson Fernando Freitas da Silva |  |

Notes
- Note 1: O Palmeiras foi punido com a perda de quatro mandos de campo por uma briga entre torcedores e policiais em jogo contra o Botafogo em Araraquara no ano passado.
- Note 2: O Palmeiras foi, novamente, punido pelo Superior Tribunal de Justiça Desportiva com a perda de dois mandos de campo por briga entre duas torcidas organizadas do próprio time no Dario Rodrigues Leite em Guaratinguetá na decima rodada do campeonato.[31]

### Copa do Brasil
Copa do Brasil
A tabela da competição foi divulgada no dia 4 de fevereiro de 2013. O Palmeiras foi o campeão da última edição, 2012, por isso se classificou a libertadores e, com a nova regra, entrou diretamente nas oitava de final. A chave das oitavas de final foram sorteadas no dia 6 Agosto de 2013.

### Oitavas de Final
| 21 de Agosto Primeiro Jogo Oitava de Final | Palmeiras                                               | 1 – 0  | Atlético Paranaense               | São Paulo                                                                  |  |
| 19:30 (UTC–3)                              | Vilson 3' · Mendieta 55' · Eguren 84' · Alan Kardec 85' | Report | 45' Zezinho 57' Jonas 86' Éverton | Estádio: Pacaembu Público: 21,935 Árbitro: GO André Luiz de Freitas Castro |  |

| 28 de Agosto Segundo Jogo Oitava de Final | Atlético Paranaense                                          | 3 – 0 (3–1 agr.) | Palmeiras                    | Curitiba                                                                           |  |
| 21:50 (UTC-3)                             | Éderson 33', 77' · Léo 50' · Paulo Baier 66' · Zezinho 90+2' | Report           | 67' Henrique 85' Fernandinho | Estádio: Estádio Vila Capanema Público: 10,789 Árbitro: MG Ricardo Marques Ribeiro |  |

## Jogadores

### Time Atual
Última atualização: 8 de outubro de 2013.
 Legenda
- : Capitão
- : Jogador lesionado
- +: Jogador em fase final de recuperação

### Transferências

#### Chegadas
: Jogadores emprestados

: Jogadores que retornam de empréstimo